# Micromitrium subaequinoctale
Micromitrium subaequinoctale là một loài rêu trong họ Ephemeraceae. Loài này được Broth. Crosby mô tả khoa học đầu tiên năm 1968.